# DVB
DVB (англ. Digital Video Broadcasting — цифровое видео вещание) — семейство стандартов цифрового телевидения, разработанных международным консорциумом DVB Project.
В 1991 году ведущие телерадиокомпании и производители специальной техники основали организацию European Launching Group (ELG). В 1993 году ELG самопереименовалась в Digital Video Broadcasting Project (DVB Project). Первым стандартом цифрового телевидения, разработанным DVB Project, стал стандарт для спутникового телевидения DVB-S.
Консорциум DVB Project работает под брендом DVB.
Стандарты, разработанные консорциумом DVB Project, делятся на группы по сфере применения. Каждая группа имеет сокращённое название с префиксом DVB-, например, DVB-H — стандарт для мобильного телевидения.
Технологии DVB стандартизированы Европейским институтом телекоммуникационных стандартов (ETSI).
Стандарты DVB охватывают все уровни модели взаимодействия открытых систем OSI с разной степенью детализации для различных способов передачи цифрового сигнала: наземного (эфирного и мобильного), спутникового, кабельного телевидения (как классического, так и IPTV). На более высоких уровнях OSI стандартизируются системы условного доступа, способы организации информации для передачи в среде IP, различные метаданные и др.
Некоторые стандарты DVB в высокой степени связаны со стандартами сжатия видео MPEG-1, MPEG-2 и MPEG-4, которые определяют тип используемого транспорта и способ компрессии изображений в цифровом телевидении. В то же время стандарты DVB предлагают расширения этих стандартов, особенно MPEG-2.
Помимо стандартов ETSI, на сайте консорциума DVB Project в свободном доступе находятся так называемые «голубые книги» (bluebooks), содержащие новшества в стандартах DVB, которые ещё не приняты ETSI и проходят стадию обсуждения.
Стандарты DVB, принятые ETSI, подразделяются на несколько групп: EN — обязательные стандарты, TS — техническая спецификация (неполный предварительный стандарт), TR — рекомендация, необязательная для исполнения. Стандарты, в названии которых имеется слово guidelines (руководящие указания), содержат развёрнутые и подробные рекомендации и разъяснения, а кроме того, много полезной сопутствующей информации.
Тексты большинства стандартов DVB предоставляются свободно.
ФГУП «Российская телевизионная и радиовещательная сеть» (РТРС) является полноправным членом консорциума DVB Project.

## Основные группы стандартов DVB по сфере применения
| Название группы | Значение                                                                      | Описание | Модуляция                                                                   |
| --------------- | ----------------------------------------------------------------------------- | --- | --------------------------------------------------------------------------- |
| DVB-S           | спутниковые сервисы (англ. Satellite services)                                | Передача компрессированного видео и аудио, а также дополнительной информации через спутник. | квадратурная фазовая модуляция QPSK, 8-PSK, квадратурная модуляция (16-QAM) |
| DVB-S2          | спутниковое вещание второго поколения (англ. Satellite 2nd generation)        | То же, что DVB-S, с возможностью использовать дополнительные типы модуляции с увеличением пропускной способности канала связи в несколько раз, а также иными усовершенствованиями.                             | QPSK, 8PSK, 16APSK или 32APSK,                                              |
| DVB-SH          | спутниковое портативное вещание (англ. Satellite handheld)                    | Спутниковое/наземное вещание, с возможностью мобильного приёма. Возможность совместного использования спутниковых и наземных систем связи (так называемые гибридные сети).                                     | QPSK, 8PSK, 16APSK                                                          |
| DVB-C           | кабельное вещание (англ. Cable)                                               | Передача компрессированного видео и аудио, а также дополнительной информации через кабельные сети. | 16-QAM, 32-QAM, 64-QAM, 128-QAM или 256-QAM,                                |
| DVB-C2          | кабельное вещание второго поколения (англ. Cable 2nd generation)              | Цифровое кабельное телевидение «второго поколения» | QPSK, 16-QAM,64-QAM, 256-QAM, 1024-QAM, 4096-QAM                            |
| DVB-T           | наземное эфирное вещание (англ. Terrestrial)                                  | Передача компрессированного видео и аудио, а также дополнительной информации через сети наземного эфирного телевидения (стационарный приём).                                                                   | 16-QAM или 64-QAM (или QPSK) совместно с COFDM                              |
| DVB-T2          | наземное эфирное вещание второго поколения (англ. Terrestrial 2nd generation) | То же, что DVB-T, с использованием новых режимов модуляции и канального кодирования, что увеличивает пропускную способность канала связи по сравнению с DVB-T в два раза. Данный стандарт несовместим с DVB-T. | QPSK, 16-QAM, 64-QAM, 256-QAM совместно с OFDM                              |
| DVB-H           | мобильное вещание (англ. Handheld)                                            | То же, что DVB-T, только для подвижного приёма. | OFDM                                                                        |
| DVB-IPDC        | передача данных через межсетевой-протокол (англ. IP Datacast)                 | Способ представления информации для мобильного телевидения DVB-H (в общем случае — для передачи по сетям IP).                                                                                                  |                                                                             |
| DVB 3D-TV       | Трёхмерное вещание (англ. 3D TeleVision)                                      | Передача 3D видео контента в цифровом эфирном (DVB-T, DVB-T2), спутниковом (DVB-S, DVB-S2) и кабельном (DVB-C, DVB-C2) телевидении.                                                                            |                                                                             |

## Краткий перечень стандартов DVB
| Сокращение                       | Номер и название стандарта ETSI или DVB Bluebook («голубая книга DVB») | Описание |
| Цифровое спутниковое телевидение | Цифровое спутниковое телевидение | Цифровое спутниковое телевидение |
| -------------------------------- | --- | --- |
| DVB-S                            | EN 300 421 «Framing structure, channel coding and modulation for 11/12 GHz satellite services»                                                                                            | Канальное кодирование, модуляция для сервисов, передаваемых на 11/12 ГГц                                                                                                |
| DVB-S                            | TR 101 198 «Implementation of Binary Phase Shift Keying (BPSK) modulation in DVB satellite transmission systems»                                                                          | Руководство по модуляции BPSK для DVB-S |
| DVB-S2                           | EN 302 307 «Second generation framing structure, channel coding and modulation systems for Broadcasting, Interactive Services, News Gathering and other broadband satellite applications» | Цифровое спутниковое телевидение «второго поколения»: канальное кодирование и модуляция для вещания, интерактивных сервисов, сбора новостей и иных спутниковых сервисов |
| DVB-S2                           | TR 102 376 «User guidelines for the second generation system for Broadcasting, Interactive Services, News Gathering and other broadband satellite applications»                           | Руководство по реализации DVB-S2 |
| DVB-S2                           | TS 102 441 «DVB-S2 Adaptive Coding and Modulation for Broadband Hybrid Satellite Dialup Applications»                                                                                     | Спецификация по адаптивному кодированию и модуляции для приложений DVB-S2                                                                                               |
| DVB-CS                           | TS 101 964 «Control Channel for SMATV/MATV distribution systems; Baseline Specification»                                                                                                  | Стандарт по каналу управления для систем SMATV |
| DVB-CS                           | TR 102 252 «Guidelines for Implementation and Use of the Control Channel for SMATV/MATV distribution systems»                                                                             | Руководство по каналу управления для систем SMATV |
| DVB-CS                           | EN 300 473 «DVB Satellite Master Antenna Television (SMATV) distribution systems» | Системы коллективного спутникового приема (SMATV) |
| Цифровое кабельное телевидение   | | |
| DVB-C                            | EN 300 429 «Framing structure, channel coding and modulation for cable systems» | Структура кадра, канальное кодирование и модуляция для кабельного цифрового телевидения DVB-C                                                                           |
| DVB-C2                           | DVB BlueBook A138 «Frame structure channel coding and modulation for a second generation digital transmission system for cable systems (DVB-C2)»                                          | Цифровое кабельное телевидение «второго поколения» (DVB-C2): структура кадра, канальное кодирование и модуляция.                                                        |
| DVB-RCC                          | ES 200 800 «Interaction channel for Cable TV distribution systems (CATV)» | Интерактивный канал для кабельного цифрового телевидения |
| DVB-RCC                          | TR 101 196 «Interaction channel for Cable TV distribution systems (CATV); Guidelines for the use of ETS 300 800»                                                                          | Руководство по использованию интерактивного канала для кабельного цифрового телевидения                                                                                 |
| Цифровое эфирное телевидение     | | |
| DVB-T                            | EN 300 744 «Framing structure, channel coding and modulation for digital terrestrial television»                                                                                          | Основной стандарт DVB-T: структура кадра, канальное кодирование и модуляция                                                                                             |
| DVB-T                            | TR 101 190 «Implementation guidelines for DVB terrestrial services; Transmission aspects»                                                                                                 | Руководство по строительству сетей цифрового эфирного телевидения |
| DVB-T                            | TS 101 191 «Mega-frame for Single Frequency Network (SFN) synchronization» | Стандарт по структуре мегафрейма, необходимого для синхронизации одночастотных сетей                                                                                    |
| DVB-T2                           | DVB BlueBook A122 «Frame structure channel coding and modulation for a second generation digital terrestrial television broadcasting system (DVB-T2)»                                     | Цифровое эфирное телевидение «второго поколения»: структура кадра, канальное кодирование и модуляция.                                                                   |
| DVB-T2                           | DVB BlueBook A133 «Implementation guidelines for a second generation digital terrestrial television broadcasting system (DVB-T2)»                                                         | Руководство по реализации стандарта DVB-T2 |
| DVB-T2                           | DVB BlueBook A136 «Modulator Interface (T2-MI) for a second generation digital terrestrial television broadcasting system (DVB-T2)»                                                       | Стандарт по интерфейсу T2-MI для модуляторов DVB-T2 |
| DVB-RCT                          | EN 301 958 «Digital Video Broadcasting (DVB); Specification of interaction channel for digital terrestrial TV including multiple access OFDM»                                             | Спецификация для интерактивного канала эфирного цифрового телевидения (в том числе для систем OFDM с многопользовательским доступом)                                    |
| Мобильное телевидение            | | |
| DVB-H                            | EN 302 304 «Transmission system for handheld terminals» | Расширение DVB-T для мобильного телевидения |
| DVB-H                            | TR 102 377 «Implementation guidelines for DVB handheld services» | Руководство по мобильному телевидению |
| Транспорт                        | | |
| DVB-SI                           | EN 300 468 «Specification for Service Information (SI) in DVB systems» | Спецификация для SI в транспортных потоках MPEG TS в цифровом телевидении                                                                                               |
| DVB-SI                           | TR 101 211 Guidelines on implementation and usage of Service Information (SI) | Руководство по SI в транспортных потоках MPEG TS в цифровом телевидении                                                                                                 |
| DVB-SI                           | TS 102 823 «Carriage of synchronised auxiliary data in DVB transport streams» | Передача дополнительных синхронизированных данных в транспортном потоке                                                                                                 |
| DVB-MPEG                         | TS 101 154 «Implementation guidelines for the use of MPEG-2 Systems, Video and Audio in satellite, cable and terrestrial broadcasting applications»                                       | Руководство по использованию стандартов MPEG2 в цифровом телевидении (транспортных потоков, видео и аудиокодирования)                                                   |
| Общий                            | | |
| DVB-SI                           | EN 300 472 «Specification for conveying ITU-R System B Teletext in DVB bitstreams» | Стандарт по телетексту |
| DVB-SI                           | EN 301 775 «Standard for conveying VBI data in DVB bitstreams» | Стандарт по передаче информации в VBI |
| DVB-SSU                          | TS 102 006 «Specification for System Software Update in DVB Systems» | Стандарт по обновлению программного обеспечения оборудования через эфир                                                                                                 |
| DVB-GSE                          | TS 102 606 «Generic Stream Encapsulation (GSE) Protocol» | Использование транспортных потоков общего назначения в DVB |
| DVB-GSE                          | DVB BlueBook A134 «Generic Stream Encapsulation (GSE) Implementation Guidelines» | Руководство по использованию транспортных потоков общего назначения |
| DVB-SUB                          | EN 300 743 «Subtitling systems» | Стандарт по субтитрам |
| DVB-NIP                          | ETS 300 802 «Network-independent protocols for DVB interactive services» | Протоколы для интерактивных сервисов, независимые от сети |
| DVB-NIP                          | TR 101 194 «Guidelines for implementation and usage of the specification of network independent protocols for DVB interactive services»                                                   | Руководства по разработке и использованию протоколов, независимых от сети (ETS 300 802)                                                                                 |
| DVB-RCG                          | EN 301 195 «Interaction channel through the Global System for Mobile Communications (GSM)»                                                                                                | Построение интерактивного канала при помощи GSM |
| DVB-RCGPRS                       | DVB BlueBook A073r1 «Interaction channel through General Packet Radio System (GPRS)» | Создание интерактивного канала при помощи GPRS |
| DVB-PI                           | TR 101 891 «Digital Video Broadcasting (DVB); Professional Interfaces: Guidelines for the implementation and usage of the DVB Asynchronous Serial Interface (ASI)»                        | Руководство по использованию интерфейса ASI |
| DVB-IRDI                         | TS 102 201 «Interfaces for DVB-IRDs» | Интерфейсы абонентских устройств цифрового телевидения |
| Передача данных                  | | |
| DVB-DATA                         | EN 301 192 «Specification for data broadcasting» | Основной стандарт по передаче данных по сетям цифрового телевидения DVB                                                                                                 |
| DVB-DATA                         | TR 101 202 «Specification for data broadcasting; Guidelines for the use of EN 301 192» | Руководство по использованию стандарта передачи данных по сетям DVB |
| DVB-MPEG                         | TS 102 005 «Implementation Guidelines for the use of Audio-Visual Content in DVB services delivered over IP»                                                                              | Руководство по передаче видео и аудиоинформации по сетям IP |
| DVB-IPTV                         | TR 102 033 «Architectural Framework for the Delivery of DVB-Services over IP-based Networks»                                                                                              | Первый из группы стандартов, посвященных передаче DVB через IP-сети, объединенных названием DVB-IPTV                                                                    |
| DVB-IPDC                         | TR 102 469 «IP Datacast over DVB-H: Architecture» | Архитектура IPDC (IPDC — передача данных по сетям DVB при помощи IP) |
| DVB-IPDC                         | TS 102 470-1 «IP Datacast over DVB-H: PSI/SI» | Информация PSI/SI (служебная информация) для IPDC (IPDC — передача данных по сетям DVB при помощи IP)                                                                   |
| DVB-IPDC                         | TS 102 471 «IP Datacast over DVB-H: Electronic Service Guide (ESG)» | Электронный гид сервисов (ESG) для IPDC (IPDC — передача данных по сетям DVB при помощи IP)                                                                             |
| DVB-IPDC                         | DVB Bluebook A099 «IP Datacast over DVB-H: Electronic Service Guide (ESG)» | «Голубая книга» по электронному гиду сервисов (ESG) |
| DVB-IPDC                         | TS 102 592 «IP Datacast over DVB-H: Electronic Service Guide (ESG) Implementation Guidelines»                                                                                             | Руководство по созданию и использованию электронного гида сервисов (ESG)                                                                                                |
| DVB-IPDC                         | DVB Bluebook A112-1 «IP Datacast over DVB-H: Electronic Service Guide (ESG) Implementation Guidelines»                                                                                    | «Голубая книга» — руководство по электронному гиду сервисов (ESG) |
| DVB-IPDC                         | TR 102 824 «Remote Management and Firmware Update System for DVB IP Services» | Удаленное управление и апгрейд ПЗУ устройств, работающих в DVB-IP |
| DVB-IPDC                         | TS 102 472 «IP Datacast over DVB-H: Content Delivery Protocols» | Протокол CDP (протокол доставки контента) для IPDC (IPDC — передача данных по сетям DVB при помощи IP)                                                                  |
| DVB-IPDC                         | TS 102 591 «IP Datacast over DVB-H: Content Delivery Protocols (CDP) Implementation Guidelines»                                                                                           | Руководство по использованию протокола CDP (протокол доставки контента) для сетей IPDC (IPDC — передача данных по сетям DVB при помощи IP)                              |
| DVB-IPDC                         | TS 102 474 «IP Datacast over DVB-H: Service Purchase and Protection» | Для сетей IPDC (IPDC — передача данных по сетям DVB при помощи IP): система покупок и защиты сервисов                                                                   |
| DVB-IPDC                         | TS 102 611 «IP Datacast over DVB-H: Implementation Guidelines for Mobility» | Для сетей IPDC (IPDC — передача данных по сетям DVB при помощи IP): руководство по обеспечению мобильности                                                              |
| DVB-IPDC                         | TS 102 832 «IP Datacast over DVB-H: Notification Framework» | Для сетей IPDC (IPDC — передача данных по сетям DVB при помощи IP): система уведомлений                                                                                 |
| Защита информации                | | |
| DVB-CPCM                         | TS 102 825-1 «Content Protection and Copy Management Specification; Part 1: CPCM Abbreviations, Definitions and Terms»                                                                    | Первый из большой группы стандартов, посвященных защите информации и доступу в сетях DVB, объединенных общим названием DVB-CPCM (см. www.dvb.org)                       |
| DVB-CI                           | EN 50221 «Common Interface Specification for Conditional Access and other Digital Video Broadcasting Decoder Applications»                                                                | Спецификация общего интерфейса (Common Interface — CI) для целей цифрового телевидения                                                                                  |
| DVB-CI                           | TR 206 001 «Guidelines for implementation & use of the Common Interface for DVB Decoder Applications»                                                                                     | Руководство по использованию общего интерфейса (Common Interface) для целей цифрового телевидения                                                                       |
| DVB-CI                           | TS 101 699 «Extensions to the Common Interface Specification» | Дополнения к спецификации общего интерфейса (Common Interface) |
| DVB-CSA                          | ETR 289 «Support for use of scrambling and Conditional Access (CA) within digital broadcasting system»                                                                                    | Стандарт по поддержке использования систем условного доступа и скремблирования в цифровом телевидении                                                                   |
| DVB-SIM                          | TS 101 197 «DVB SimulCrypt; Part 1: Head-end architecture and synchronization» | Simulcrypt (использование нескольких САS): архитектура хедэнда и синхронизация                                                                                          |
| DVB-SIM                          | TS 103 197 «Head-end implementation of SimulCrypt» | Руководство по построению хедэнда при использовании Simulcrypt |
| DVB-SIM                          | TR 102 035 «Implementation Guidelines of the DVB Simulcrypt Standard» | Руководство по использованию нескольких систем условного доступа по технологии Simulcrypt                                                                               |
| Измерения                        | | |
| DVB-M                            | TR 101 290 «Measurement guidelines for DVB systems» | Руководство по проведению измерений в сетях цифрового телевидения (с целью определения качества)                                                                        |
| DVB-M                            | TR 101 291 «Usage of DVB test and measurement signaling channel (PID 0x001D) embedded in an MPEG-2 Transport Stream (TS)»                                                                 | Использование специального потока (PID 0x001D) для проведения тестов и измерений                                                                                        |
| DVB-M                            | TS 102 032 «SNMP MIB for test and measurement applications in DVB systems» | MIB SNMP для проведения тестов и измерений |

## Распространённость в России и СНГ
Цифровое спутниковое телевещание в стандарте DVB-S ведётся в России и СНГ уже давно. Цифровое кабельное телевещание в стандарте DVB-C ведётся в основном лишь в крупных городах.

### Россия
С 2012 года цифровое эфирное телевещание в России ведётся только в новом стандарте DVB-T2. Российская сеть цифрового эфирного телевещания состоит из 20 бесплатных каналов.

### Белоруссия
- Белорусский радиотелевизионный передающий центр (РУП «БРТПЦ») ведёт трансляцию цифрового ТВ на территории Белоруссии (8 программ по состоянию на начало 2012 года). По состоянию на 16 января 2012 года охват населения цифровым эфирным телевизионным вещанием стандарта DVB-T составляет 94,9 %. Вещательные передатчики установлены в 57 пунктах и постоянно ведётся расширение зоны радиопокрытия. К 2015 году РУП БРТПЦ перейдёт на телевизионное эфирное вещание только в цифровом формате.
- Также частный кабельный оператор и интернет-провайдер «Cosmos-TV» ведёт трансляцию как в стандарте DVB-C, так и в стандарте DVB-T в Минске и Минском районе.
- По состоянию на январь 2012 года, большинство кабельных операторов страны переходят на вещание цифрового ТВ. В то же время, переход кабельных операторов полностью на цифровое ТВ не является обязательным (в отличие от эфирного ТВ).

### Казахстан
- В Темиртау ведётся вещание частным оператором в стандарте DVB-T.
- В Караганде установлены два цифровых передатчика в принятом в Казахстане стандарте DVB-T2.
- В Алма-Ате c 2009 года проводится тестовое вещание в стандарте DVB-H для мобильных устройств.
- С 10 декабря 2010 года система национального спутникового телерадиовещания «OTAU TV» работает в стандарте DVB-S2. Ряд каналов также поднимаются на спутники в стандарте DVB-S.
- С 3 июля 2012 года введена в эксплуатацию национальная эфирная цифровая сеть телевещания (ЭЦТВ) в стандарте DVB-T2, трансляция ведётся в городах Астана, Алма-Ата, Караганда, Жезказган, Жанаозен.
- С 4 декабря 2012 года сигнал DVB-T2 в ЭЦВТ закодирован системой доступа «Irdeto Cloacked CA».

### Кыргызстан
В Киргизии цифровое телерадиовещание ведётся в стандартах DVB-S (Turksat, 42e), DVB-S2 (Azersat, 46e; Eutelsat-70B, 70,5e), DVB-C (Smart-TV, Ала-Тв и др.), DVB-T2